# Шеварёв, Пётр Алексеевич
Пётр Алексе́евич Шеварёв (1892—1972) — советский и российский психолог. Доктор психологических наук, профессор, член-корреспондент Академии педагогических наук СССР, заместитель директора Института психологии АПН СССР. Один из руководителей Общества психологов СССР.
Основными научными интересами Шеварева были «фундаментальные исследования в области изучения такой исходной и базовой для психологии феноменологической реальности, как ассоциативные процессы души. Открытие им механизмы обобщенных и правилосообразных ассоциаций логически завершили двухтысячелетнюю ассоцианистскую традицию в философии и психологии, восходящую к Аристотелю».
Соавтор фундаментального учебника «Психология» (М.,1946).
В качестве члена Правления Общества психологов был одним из инициаторов создания, активным участником и номинальным руководителем Комиссии по психологии мышления и логике (с марта 1958 года), ставшей основной семинарской площадкой для Московского методологического кружка (ММК) (руководитель Г. П. Щедровицкий) и ряда других научных объединений, включая формировавшуюся школу развивающей педагогики.
В качестве члена-корреспондента АПН представлял к печати первые работы участников Московского логического кружка и ММК.
Похоронен на Ваганьковском кладбище, участок 60. Могила заброшена.

## Основные публикации
- Шеварёв П. А. К вопросу о природе алгебраических навыков // Учёные записки Государственного института психологии. Т. 2. М., 1941.
- Шеварёв П. А. Опыт психологического анализа алгебраических ошибок // Известия АПН РСФСР. Вып. 3. М.-Л., 1946.
- Шеварёв П. А. Обобщённые ассоциации в учебной работе школьника. М.: Изд-во АПН РСФСР, 1959.
- Шеварёв П. А. К вопросу о структуре восприятия // Восприятие и понимание. Известия АПН РСФСР. Вып. 120. М., 1962.
- Шеварёв П. А. Обобщённые ассоциации в процессах мышления // Исследования мышления в советской психологии. М.: Наука,1966.
- Шеварёв П. А. О роли ассоциаций в процессе мышления. // Исследования мышления в советской психологии, М., 1966.